# Reuven Yosef
Reʾuven Yosef (hebräisch רְאוּבֵן יוֹסֵף Rəʾūven Jōssef; * 1957 in Pune, Indien) ist ein israelischer Verhaltensökologe und Naturschutzbiologe. Seine Hauptinteressen gelten den Greifvögeln, Falken und den Würgern.

## Leben
Yosef absolvierte seine Schulzeit zwischen 1960 und 1969 auf der Shri Shivaji Preparatory Military School in Pune. 1974 wanderte er nach Israel aus. Ab 1984 besuchte er die Universität Haifa, wo er 1987 seinen Bachelor-Abschluss machte. 1989 graduierte er mit der Prüfschrift The breeding biology of the Great-Grey Shrike (Lanius Excubitor) and the ecological implications of its Impaling prey an der Ben-Gurion-Universität im Negev zum Master. 1992 wurde er unter der Leitung von Thomas C. Grubb mit der Dissertation Territoriality, nutritional condition, and conservation in Loggerhead Shrikes (Lanius ludovicianus) zum Ph.D. in Naturschutzbiologie, Wildtiermanagement, Zoologie und Verhaltensökologie an der Ohio State University promoviert. Anschließend arbeitete er als Postdoc an der Cornell University und der Archbold Biological Station. Von 1992 bis 1994 war Reʾuven wissenschaftlicher Berater für das Space-Shuttle-Programms der NASA im Kennedy Space Center in Cape Canaveral, Florida. Von Juli 1993 bis Juni 2010 war er Direktor des International Birding and Research Center in Eilat, Israel. 1995 wurde er Assistant Professor und seit März 2006 ist er außerordentlicher Professor an der Ben-Gurion-Universität des Negev. Seit 2011 ist er Lehrer an der Rabin High School in Eilat.
Von Juni 2014 bis Dezember 2016 war er im Auftrag der israelischen Flughafenbehörde Forschungsleiter auf dem Flughafen Ramon. Von Januar 2014 bis März 2017 führte er für das britische Unternehmen SafeSkys Ltd. auf dem Flughafen Norman Manley International in Kingston, Jamaika, Studien auf dem Gebiet des Vogelschlag- und Wildtiergefahrenmanagement durch.
Yosef wirkte am Global Shrike Monitoring Program, dem Wissenschaftlichen Komitee für die Ökologie und Erhaltung von Steppenvögeln in Katalonien, Spanien sowie in den wissenschaftlichen Ausschüssen bei vier Internationalen Symposien der Shrike Working Group mit, die im Januar 1993 an der Archbold Biological Station in Lake Placid, Florida, im März 1996 in Eilat, im September 1999 in Danzig, Polen, sowie im August 2003 in Chemnitz, Deutschland, stattfanden. Er war zudem Mitglied der „Arbeitsgruppe Kaiseradler“ von BirdLife International in Ungarn, Berater der Eleonorenfalken-Studiengruppe beim EULife-Programm in Griechenland, Vizepräsident des South East European Migration Network (SEEN) sowie Internationaler Direktor der Raptor Research Foundation.
1996 schrieb Yosef den Eintrag zum Louisianawürger in der Enzyklopädie Birds of North America. 2008 verfasste er das Familienkapitel zu den Würgern im 13. Band des Handbook of the Birds of the World.

## Auszeichnungen
1995 wurde Yosef vom israelischen Ministerium für Tourismus in Eilat als „Ausgezeichneter Ökotourismus-Unternehmer“ gewürdigt. 1998 wählte ihn das Unternehmen Swarovski zum „Umwelt-Mann des Jahres“. Im Jahr 2000 belegte er den zweiten Platz bei der Wahl zum Umweltpreis der Zeitschrift Condé Nast Traveler. Im selben Jahr erhielt er den Rolex-Preis für Unternehmungsgeist im Bereich Umwelt. 2003 gewann der den Conservation and Environment Award der Ford Motor Company. 2008 zeichneten ihn Staatspräsident Schimon Peres und der Israel Green Building Council als „Israels Visionär“ aus.

## Schriften
- mit Fred E. Lohrer: Shrikes (Laniidae) of the World: Biology and Conservation, 1995
- Shrikes of the World II: Conservation and Implementation, 1998
- mit Michael L. Miller: Raptors in the New Millenium, 2002